# Чжан Цзай
Чжан Цзай (кит. упр. 张载, пиньинь Zhāng Zǎi), также известный как Чжан Цзыхоу, Чжан Хэнцзюй и Чжан-цзы (Хэнцзюй уезда Фэнсянь (ныне уезд Мэйсян провинции Шэньси), 1020 — 1077) — китайский философ, один из основоположников неоконфуцианской школы ли сюэ («учение о принципе»).

## Биография
Родился в столице Сунской империи городе Кайфын. В молодости увлекался буддизмом и даосизмом. 
В 1057 году сдал экзамены циньши и занимал должность редактора в Академии литературы, преподавал в Гуаньчжуне, поэтому его последователи именуются сторонниками Гуаньчжунской школы (гуань сюэ). Среди его учеников были братья Чэн Хао и Чэн И.

## Философия
В основе философии Чжан Цзая лежит понятие вечной и неуничтожимой энергии ци, которая связана как с великим пределом, так и с дао. Ци производит многообразие вещей, а присутствие (ю) и отсутствие (у) являются формами ее проявления. Мировые процессы развиваются либо скачкообразно (бянь), либо плавно (хуа).   

## Сочинения
Основные сочинения — «Си мин» («Западная надпись»), «Дун мин» («Восточная надпись»), «Чжэн мэн» («Наставление непросвещённым»), «Цзин сюэ ди ку» («Бездонность принципов изучения канонов»), «И шо» («Учение Канона перемен»).